# Agustín Olachea
José Agustín Olachea Avilés (Todos Santos, Baja California Sur, México; 3 de septiembre de 1890-La Paz, Baja California Sur; 13 de abril de 1974), fue un general de división del Ejército mexicano, que se desempeñó como Secretario de la Defensa Nacional de México. Participó en la Revolución Mexicana. Fue dos veces Gobernador de Baja California Sur; también se desempeñó como Gobernador de Baja California y Presidente del Comité Ejecutivo Nacional del Partido Revolucionario Institucional.

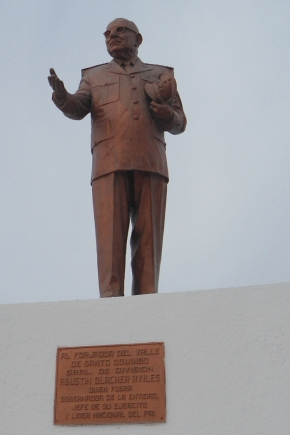

## Biografía
Nació el 3 de septiembre de 1890 en San Venancio, Delegación de Todos Santos, Baja California Sur, donde realizó sus primeros estudios. Sus padres fueron los señores José Isabel Olachea León y María Avilés González, el primero descendiente de emigrantes vasco-españoles asentados en la península de Baja California. De orígenes modestos, fue el tercero de seis hermanos: José Isabel, Eugenio, Guadalupe, Lidia y José Antonio. Su esposa fue la señora Ana María Borbón Yáñez (Guadalajara, Jal. 1900- México, D.F. 1982), quien era hija de los señores Francisco Borbón y Everarda Yáñez de Borbón, residentes en Autlán de la Grana, Jalisco; con quien contrajo matrimonio siendo Jefe de Operaciones Militares en el Sur del Estado de Jalisco (1918) y quien lo acompañaría y apoyaría en su devenir como militar, político y gobernante, de cuyo matrimonio nacieron sus hijos gemelos Agustín y Alfonso Olachea Borbón, ambos egresados de la facultad de economía de la Universidad Nacional Autónoma de México -siendo que el primero de ellos se desempeñó como Secretario de Turismo durante el gobierno del Presidente Luis Echeverría; el segundo, ganadero fundador de la Unión Ganadera Regional BCS, y desarrollador urbano turístico-Pero primeramente durante la campaña del Yaqui, Sonora, adoptó a un niño que encontró desamparado en el campo de batalla a quien puso por nombre Venustiano -en honor a Carranza- Olachea Borbón. En su juventud y en compañía de sus hermanos Isabel y Eugenio, se desempeña en el mineral de Santa Rosalía, Baja California Sur y con posterioridad se dirigen a Cananea, Sonora, donde también laboraron como mineros;  en el desempeño de dicha actividad José Agustín Olachea Avilés, adquiriría una sólida conciencia social que marcaría los actos de su vida, ello aunado a su inteligencia natural, tesón, afán de superación y amor a la patria; y es precisamente en el Estado de Sonora, donde inició su brillante carrera militar, en la que alcanzaría el grado máximo de la jerarquía castrense, el de General de División y sería Secretario de la Defensa Nacional, durante el gobierno del Presidente Adolfo López Mateos (1958-1964). Revolucionario destacado, participó en la histórica huelga de Cananea, Sonora (1906); combatió al lado del General Álvaro Obregón; registró más de cien hechos de armas con denuedo y valor. También se desempeñó como Gobernador de Baja California Sur (1929-1931), gobernador de Baja California (Norte) (1931-1935), gobernador de Baja California Sur (1946-1956) y Presidente del Comité Ejecutivo Nacional (CEN) del Partido Revolucionario Institucional (PRI) (1956-1958). De gran intuición política y económica, se le ha referido en diversos círculos de opinión como "Gobernador de su Tierra, Presidente de su Partido y Jefe de su Ejército"; su obra de alcance nacional, da cuenta de visión, voluntad y entereza para la consecución de objetivos para el engrandecimiento de la patria, como lo fue la epopeya de la colonización y desarrollo agrícola del Valle de Santo Domingo, en el hoy municipio de Comondú, Baja California Sur (decreto publicado en el Diario Oficial de la Federación con fecha 24 de diciembre de 1949); asimismo, a su iniciativa se abrió al cultivo el Valle de Los Planes y se registró el establecimiento de diversas colonias agrícolas como Los Bledales y Las Garzas en el municipio de La Paz; también, durante su gestión como Gobernador de Baja California Sur, mediante una política de estímulos fiscales, prohijada por el entonces mandatario local, se establecieron los primeros hoteles de gran turismo en Los Cabos y en La Paz; de igual forma, en su administración se estableció la salinera de Guerrero Negro, considerada una de las más grandes del mundo. Como Gobernador del entonces Territorio Norte de la Baja California, puso en servicio la carretera libre Tijuana-Ensenada, así como la presa "Rodríguez" en Tijuana. En su gestión como Presidente del C.E.N. del P.R.I, le correspondió la campaña y elección presidencial del Lic. Adolfo López Mateos. Durante su desempeño como Secretario de la Defensa Nacional, fue leal a las instituciones nacionales y se pusieron en servicio importantes obras de infraestructura militar, como el Colegio del Aire (Fuerza Aérea Mexicana) en Zapopan, Jalisco y la base aérea de Santa Lucía en el Estado de México. Personaje destacado, ha sido el primer nativo de la península de Baja California en desempeñarse como Gobernador de las dos entidades (norte y sur) peninsulares, Presidente nacional de un partido político (P.R.I.) y Secretario de Estado (Defensa Nacional). El general Olachea fue y es el sudcaliforniano que más alto ha llegado en las esferas políticas y militares de México; el nativo de Baja California Sur más destacado y trascendente del siglo XX.

## Revolución mexicana
En 1913, a raíz de la traición de Victoriano Huerta, con fecha uno de marzo de ese año, se dio de alta como soldado en el primer cuerpo de voluntarios de Cananea, 13.º Batallón, bajo las órdenes de Manuel M. Diéguez, lo cual representaría el inicio de su trayectoria militar, posteriormente se integraría al Ejército del Noroeste. Al año siguiente, a raíz de la disolución del Ejército Federal y después de la renuncia de Huerta, Agustín Olachea ostentaba el grado de capitán, combatiendo en los Estados de Sonora, Sinaloa y Jalisco. Formó parte de las tropas encabezadas por Álvaro Obregón, participando en las batallas de Santa Rosa y Santa María, Sonora, campaña donde también participaron Plutarco Elías Calles y Abelardo L. Rodríguez. Asimismo, en el año de 1915, tomó parte en las batallas de Ciudad Juárez, en donde Álvaro Obregón derrotó a Francisco Villa y la División del Norte. También, participó en la pacificación de los Yaquis en Sonora. Por estos hechos, Agustín Olachea fue ascendido a teniente coronel, y en 1917, alcanzó el grado de Coronel. En 1920 secundó el "Plan de Agua Prieta", proclamado por Adolfo De la Huerta y suscrito entre otros por Plutarco Elías Calles, movimiento que llevaría a la presidencia al general Álvaro Obregón.
Asimismo, en 1923, siendo ya presidente Álvaro Obregón, Agustín Olachea se enfrentó a la rebelión de Adolfo de la Huerta, ese movimiento conocido como "La Revolución Sin Cabeza", era apoyado por 36 Generales, entre ellos, Salvador Alvarado y Cándido Aguilar; fue rápidamente sofocado debido a la lealtad de militares que como Agustín Olachea se mantuvieron fieles al supremo Gobierno de la República; por su distinguida participación en estos hechos fue ascendido a general brigadier.
En 1929, el presidente Emilio Portes Gil, comisiona al General Olachea para sofocar en el Estado de Sonora, la rebelión escobarista conocida como el "Movimiento Renovador", encabezada por el Gral. José Gonzalo Escobar, misma que había tomado gran fuerza en varios Estados de la República y que pretendía derrocar al gobierno nacional legalmente constituido. El general Olachea al mando del afamado 5.º. Batallón de infantería, se concentró en la población de Naco, Sonora, con la participación de las fuerzas del 38.º Batallón de Infantería al mando del general Vicente Torres Avilés y de la 2/a Jefatura de Operaciones Militares con sede en Mexicali, Baja California, al mando del general Abelardo L. Rodríguez, resistiendo el asedio y los ataques de los infidentes, protestándose leal al gobierno hasta romper el sitio de Naco; triunfo militar que fue decisivo para terminar en el país con las fuerzas rebeldes del general José Gonzalo Escobar. En mayo de ese año, el Gobierno de la República lo ascendió a general de brigada; posteriormente fue ascendido a general de división.

## Gobernador de las entidades Norte y Sur de Baja California
También en 1929 fue designado Gobernador y Jefe de Operaciones Militares en su tierra natal, el entonces Distrito Sur de la Baja California, destacando, en esa primera administración, la aplicación de la Ley Federal del Trabajo, así como su labor en el rubro de la educación pública, ya que se crearon entre otras instituciones educativas, la Escuela Secundaria "José María Morelos y Pavón", primera en su tipo en La Paz y la Escuela "Melitón Albañez" en Todos Santos, hoy Centro Cultural siglo XXI; así como importantes obras de irrigación en la geografía del entonces Distrito Sur de la Baja California, como lo fue la presa de "El Salto"; duró en el cargo hasta 1931, año en que se dio forma legal a los Territorios Norte y Sur de Baja California, los cuales dejaron de ser los Distritos Norte y Sur peninsulares; siendo designado el general Olachea como Gobernador del Territorio Norte, cargo que ocupó hasta 1935, período en el que tuvo que enfrentar las repercusiones de la "aguda crisis económica general" como él mismo llamó a la gran depresión económica del vecino país del norte, como lo fue la situación de los connacionales repatriados a nuestro país, debido al desempleo registrado en los Estados Unidos de América; no obstante, entre otras acciones, se construyó la carretera libre Tijuana-Ensenada, se reanudaron los trabajos de construcción de la presa  "Rodríguez" en Tijuana y se impulsó fuertemente el valle agrícola de Mexicali; en 1932 a invitación del general Olachea realizó una visita oficial a Mexicali, el gobernador de California James Rolph; en 1933, a solicitud del gobernador Olachea se establecieron los perímetros libres en Tijuana y Ensenada con el propósito de importar libremente de impuestos insumos a la franja fronteriza para el fomento de las actividades productivas, todo ello con el decidido apoyo del entonces Presidente de la República, general Abelardo L. Rodríguez (1932-1934), quien previamente había sido Gobernador del Distrito Norte de la Baja California (1923-1929) así como compañero de armas del general Olachea; también como Gobernador del Territorio Norte de la Baja California, emprendió una campaña para que los anuncios y letreros comerciales fueran escritos empleando el idioma español y no el inglés, con el objetivo de propiciar la identidad nacional; asimismo, promovió la idea de poblar la isla de Guadalupe, considerado el territorio insular más occidental de México, con el establecimiento de una colonia penal al estilo de las Islas Marías, que fuera autosustentable con la explotación del ganado caprino existente en la zona y al mismo tiempo propiciara el trabajo y la adquisición de un oficio para los residentes, ello a fin de ejercer de manera efectiva la soberanía nacional en dicha demarcación; se relacionó políticamente con personajes locales de la época como Alberto V. Aldrete (fundador de la cervecería Tecate y Gobernador de Baja California de 1946 a 1947) y Eufrasio Santana Sandoval (agricultor y primer Presidente Municipal de Tecate de 1953 a 1956); entre sus colaboradores se ubican como secretario general de gobierno, Ezequiel Parra Castañón (Magistrado Federal y Presidente del Tribunal Superior de Justicia de Guerrero 1960); como tesorero, Florencio Topete Valencia (Presidente Municipal de Guadalajara 1936); el Oficial Mayor de Gobierno fue Antonio E. Banuet; como delegado de gobierno en Tijuana, el teniente coronel Miguel G. Santana (Gobernador de Colima 1935-1939); como delegado de gobierno en Ensenada el Dr. Antonio Ortiz Ortega; asimismo, invitado por el general Olachea se radicó en la entidad como director del hospital civil y militar de Tijuana, el Dr. Gustavo Aubanel Vallejo (Primer Presidente Municipal de Tijuana 1953-1956 y Gobernador de Baja California 1964-1965); no obstante que al asumir la Presidencia de la República en 1934, el Gral. Lázaro Cárdenas ratificó al Gral. Olachea como Gobernador del Territorio Norte de Baja California, al producirse su rompimiento con el llamado "Jefe Máximo de la Revolución" el expresidente Plutarco Elías Calles, a cuya corriente política ("Callismo") pertenecía el general Olachea, este fue removido del cargo, como ocurrió en esa época con otros gobernadores del país, siendo sustituido por el general michoacano Gildardo Magaña, quien a diferencia de Olachea no pertenecía a la facción militar del Noroeste, sino que había sido cercano colaborador de Emiliano Zapata y miembro del Ejército Libertador del Sur, lo cual implicó una forma distinta de ejercer el gobierno del entonces Territorio Norte de la Baja California; lo anterior, no ató de manos al general Olachea, quien con entereza y tesón se dedicó con éxito a las actividades agropecuarias, como el cultivo y procesamiento del olivo en Ensenada, Baja California, produciendo el aceite de olivo "Los Cuates"; hasta que en 1942, en el marco de la II Guerra Mundial, fue designado como inspector general del Ejército en la península de Baja California, por el presidente Manuel Ávila Camacho y el entonces secretario de la Defensa Nacional, el expresidente Cárdenas, lo cual significó su retorno a la vida pública, ya que posteriormente a dicha encomienda, se haría cargo de las Comandancias de la 13/a. y 15/a. Zonas Militares, con sede en Tepic, Nayarit y Guadalajara, Jalisco, respectivamente; siendo Gobernador de Nayarit, Candelario Miramontes; y de Jalisco el general Marcelino García Barragán, quien a la postre sería sucesor del Gral. Olachea en la titularidad de la Secretaría de la Defensa Nacional; hasta que en 1946, Agustín Olachea Avilés fue designado como Gobernador del Territorio Sur de la Baja California y Comandante de la 3/a. Zona Militar, con sede en La Paz.
GOBERNADOR DE BAJA CALIFORNIA SUR POR SEGUNDA OCASIÓN
En efecto, como producto del movimiento del Frente de Unificación Sudcaliforniano (FUS), que propugnaba por la designación de un gobernante nativo del Territorio Sur de la Baja California y el cual era apoyado por el gobernador Francisco J. Múgica (1941-1945); nuevamente de 1946 a 1956, el Gral. Agustín Olachea es Gobernador de su tierra nativa, Baja California Sur, entidad que en aquella época presentaba grandes limitaciones presupuestales y en materia de comunicaciones, así como de medios de subsistencia y de servicios en general, ante su alejamiento del centro del país y su condición semi-desértica y prácticamente insular, incluso su escasa población emigraba a otras entidades en busca de mejores medios de vida, principalmente al norte de la península; en este contexto, el general Olachea, quien en ese momento se desempeñaba como comandante de la XV Zona Militar (con sede en Guadalajara, Jalisco), fue designado como Gobernador por el presidente Manuel Ávila Camacho (1940-1946) y ratificado en el cargo por los Presidentes Miguel Alemán Valdés (1946-1952) y Adolfo Ruiz Cortines (1952-1958); el cariño y arraigo por su tierra, hacen emprender al general Olachea diversas acciones en beneficio del entonces Territorio de Baja California Sur; siendo dicho periodo de gobierno muy significativo para el progreso de la entidad; toda vez el fuerte impulso de las actividades productivas; tal fue el auge económico registrado en Baja California Sur, durante la gestión del general Olachea, que el presupuesto del gobierno de la entidad se aumentó en seis veces respecto del monto inicial.
En la papelería oficial se estableció la leyenda "El Territorio Sur de la Baja California requiere de hombres de buena voluntad que exploten sus riquezas"; destacando el aspecto agrícola, ya que a iniciativa del general Olachea, y no sin un primer escepticismo de algunos habitantes, se abrió al cultivo y se desarrolló el Valle de Los Planes, registrándose la exportación de productos agrícolas por la vía aérea a los Estados Unidos de América;  así como el Valle de Santo Domingo, siendo que en esta última región se invitó a poblarla a esforzados pioneros provenientes de diversas partes del país, mediante una intensa campaña de promoción del gobierno del general Olachea en diferentes Estados de la República; y donde antes del decreto de colonización emitido en 1949 por el presidente lic. Miguel Alemán (publicado en el Diario Oficial de la Federación con fecha 24/12/1949), no había núcleos urbanos, sino un reducido número de ranchos dispersos y la colonia María Auxiliadora (1942) vinculada a la Unión Nacional Sinarquista; constituyendo prácticamente una vasta región poblada fundamentalmente de cactus, arbustos, mamíferos y aves de la región, hoy tienen su asiento poblaciones como Ciudad Constitución, Ciudad Insurgentes y Puerto San Carlos; transformándose el desierto en una zona agrícola productiva, siendo sus principales cultivos el algodón, trigo y frijol, los cuales por primera vez en la historia de la entidad fueron exportados nacional e internacionalmente. Es de señalarse que los productos agrícolas desclasificados para exportación, eran distribuidos gratuitamente por el Gobierno del Gral. Olachea en los diversos barrios y colonias populares de la capital y otras poblaciones sudcalifornianas. Asimismo, en el valle de La Paz se abrieron al cultivo las colonias agrícolas de Las Garzas y Los Bledales. También se fomentó la apicultura, la ganadería y la minería, particularmente esta última actividad en las zonas de San Antonio y El Triunfo.
Por primera vez se dio importancia al turismo, actividad económica impulsada mediante el fomento de la pesca deportiva y con el establecimiento, mediante una política de estímulos fiscales, de los primeros hoteles de gran turismo en la zona de Los Cabos y La Paz, como lo fueron los hoteles "Palmilla" y "Las Cruces"; así como también se emprendieron las primeras campañas de promoción turística de la entidad, la cual de igual forma fue sede diversos eventos de corte nacional, como la convención nacional de Clubes de Leones de la República Mexicana que tuvo lugar en La Paz en 1952; siendo que dicho club de servicio fue fundado en Baja California Sur por el Gral. Olachea y del cual fungió como su primer presidente; durante su gobierno se estableció la empresa salinera en Guerrero Negro, considerada una de las más grandes del mundo; asimismo, se realizaron importantes obras de infraestructura, como el aeropuerto de La Paz, donde inició operaciones la línea aérea regional "Trans-Mar de Cortés", con lo cual la entidad registró conectividad aérea regular; también se construyó la carretera La Paz-Valle de Santo Domingo, el camino La Paz-Los Planes, los hospitales de San José del Cabo y Todos Santos, el edificio de gobierno en Loreto, la construcción y pavimentación del malecón "Paseo Álvaro Obregón" de La Paz y el edificio de la Escuela Normal Urbana; así como la pavimentación de las principales calles de la capital sudcaliforniana; destacando en el aspecto educativo y deportivo, el establecimiento de albergues escolares rurales y las entonces olimpiadas territoriales, hoy denominadas estatales, para propiciar la unidad de las diferentes regiones de Baja California Sur, mediante encuentros deportivos y culturales. Asimismo, se realizaron trabajos de reconstrucción y rehabilitación de la misión jesuita de "Nuestra Señora de Loreto" (1697), primera de las Californias.
Se construyó en La Paz la Casa Presidencial "El Caimancito" (1948) frente a la playa del mismo nombre, a fin de alojar al Presidente de la República y sus acompañantes en sus visitas a la entidad, con el objetivo de propiciar las giras presidenciales para que pudieran conocerse y atenderse de manera directa las necesidades locales por parte del Ejecutivo Federal, siendo el Lic. Miguel Alemán el primer Presidente en realizar giras de trabajo regulares a Baja California Sur y el primero en visitar Loreto y el Valle de Santo Domingo. Es de mencionarse que dicha casa oficial ("El Caimancito") que no fue habitada por el general Olachea y su familia, posteriormente fue habilitada como la residencia oficial de los Gobernadores de Baja California Sur, y desde su puesta en servicio fue el escenario de acontecimientos de trascendencia para la entidad, como lo fueron en su momento, la visita del expresidente de los Estados Unidos de América, el general Dwight D. Eisenhower; la reunión del presidente Miguel de la Madrid y el presidente Ronald Reagan de los Estados Unidos de América; así como la visita de la reina Elizabeth II del Reino Unido de la Gran Bretaña. En 1954 dejó de operar la empresa minera "El Boleo" en Santa Rosalía, por lo que ante tal situación el general Olachea logró mediante el apoyo de la Comisión Nacional de Fomento Minero, la creación de una empresa mixta con participación pública y privada, que permitiera la subsistencia económica de dicho mineral, hoy cabecera municipal de Mulegé. Fomentó una política de respeto a las gestas y símbolos patrios, destacando la construcción del "Parque Revolución" en La Paz y el monumento a la Bandera, ubicado en el cerro del mismo nombre de la zona de Buenavista en el Municipio de Los Cabos, donde, desde entonces, se celebra una carrera pedestre anual el 24 de febrero, día en que se conmemora la enseña nacional. Asimismo, en 1951 mediante un concurso auspiciado por Doña Anita Borbón de Olachea, fue elegido como traje regional de Baja California Sur, el denominado "Flor de Pitahaya", diseñado por los señores Manuel Torre Iglesias y Susana Hirales, con el propósito de fomentar la identidad y valores sudcalifornianos; siendo que en dicho período se instituyeron los desayunos escolares y el sistema de guarderías. Se gestionó el apoyo del Instituto de Enfermedades Tropicales de la Fundación Rockefeller para la erradicación del paludismo que era un mal endémico de la región. Asimismo, se apoyó el establecimiento de la "Ciudad de los Niños de La Paz", institución fundada por la orden de misioneros italianos "Combonianos", con el propósito de albergar y dar educación a niños huérfanos y desamparados.
Entre sus colaboradores se ubican, Anacleto Arrocha Marín, Félix Ortega Núñez, Raúl Estrada Navarro, Cuauhtémoc Hidalgo Puppo, Alberto Alvarado Arámburo (Gobernador de Baja California Sur 1981-1987), Petronilo Flores Castellanos (Gobernador de Baja California Sur 1956-1957 fallecido en el cargo), Lucino M. Rebolledo (Gobernador de Baja California Sur 1957-1958), Jesús Castro Agúndez, José María Garma González, Atanacio Carrillo, Sebastián Díaz Encinas, Francisco Domínguez Salgado y Rogelio Flores Curiel (Gobernador de Nayarit 1975-1981); varios de ellos nativos de Baja California Sur, lo cual no era común en esa época, ya que generalmente quienes eran designados para ocupar la gubernatura no eran ni nativos ni residentes de la entidad y por consiguiente tenían colaboradores foráneos.
En suma, la visionaria y decidida labor gubernamental del general Olachea sentó las bases del desarrollo moderno de Baja California Sur; hombre de orden, carácter afable, figura patriarcal, innovador, de inteligencia y sentido común, así como de visión de desarrollo y orientación social, instrumentó un novedoso sistema de audiencias públicas; era dado a otorgar apoyos a las viudas jefas de familia, así como a los sectores más desprotegidos de la población; gobernó con mano firme dentro del orden, y no exento de algunos detractores motivados por pugnas de poder, como gobernante obtuvo la estimación y respeto de los sudcalifornianos, así como de los que provenientes de diversas partes del país llegaron a poblar la entidad, como producto de las políticas de desarrollo instrumentadas durante su período de gobierno, al reconocerlo como uno de los hombres que más ha hecho en favor de su tierra.
En la Revista de Economía de Baja California Sur (Núm. 69, La Paz, 1952), se menciona en relación con la capital sudcaliforniana: "Cuando Olachea llegó al gobierno -1946- lo que hoy es el precioso malecón, era sólo un arenal, en cuya prolongación se construye actualmente una carretera pavimentada, que llega por la orilla del mar, hasta la hermosa residencia de los Presidentes."
En el libro Historia de Baja California (1956), su autor Pablo L. Martínez, señala: "Podremos -o podrán otros- estar en desacuerdo con algunos aspectos de la política del general Agustín Olachea; pero nadie podrá desconocer los logros tan valiosos de su administración."
Es de mencionarse que ya cuando el general Olachea estaba dedicado a la vida privada, acudió con el entonces gobernador de Baja California Sur, Lic. Hugo Cervantes Del Río (1965-1970), a presenciar una pelea de box de campeonato en el estadio "Arturo C. Nahl" de La Paz, en la que participó el púgil mexicano Rubén "Púas" Olivares, siendo que al anunciarse por el sonido local la presencia del General en el lugar, este recibió una fuerte ovación por parte de los presentes.

## Presidente del PRI y Secretario de la Defensa Nacional
En marzo de 1956, el general Olachea dejó la gubernatura de Baja California Sur, para hacerse cargo de la Presidencia del Comité Ejecutivo Nacional del Partido Revolucionario Institucional, en sustitución de Gabriel Leyva Velázquez, quien fue postulado como candidato del mismo partido a Gobernador de Sinaloa; dicho cargo  fue desempeñado por el general Olachea hasta 1958, siendo Presidente de la República, Adolfo Ruiz Cortines; y fungiendo como Secretario General de dicha dirigencia, Rafael Corrales Ayala (gobernador de Guanajuato 1985-1991) como oficial mayor Luis Echeverría Álvarez (presidente de México 1970-1976) y como secretario particular el teniente coronel DEM Rogelio Flores Curiel (gobernador de Nayarit 1975-1981); durante su gestión como líder nacional del P.R.I., el general Olachea hizo énfasis en que la doctrina de dicho partido es producto de la Revolución Mexicana, sin radicalismos de izquierdas o derechas, por lo que era el partido incluyente y aglutinador de los diferentes sectores de la sociedad mexicana; correspondiendo a dicho período partidista, la postulación de la candidatura y campaña presidencial de Adolfo López Mateos, quien previamente se había desempeñado como Secretario del Trabajo y Previsión Social (1952-1957) y que tras el triunfo electoral, al asumir la Presidencia de la República el 1 de diciembre de 1958 designó al General de División Agustín Olachea Avilés, como Secretario de la Defensa Nacional, por sus reconocidos antecedentes revolucionarios, cargo que desempeñó hasta el 30 de noviembre de 1964, destacando durante su gestión el establecimiento del Colegio del Aire en Zapopan, Jalisco; la puesta en servicio de la base aérea de Santa Lucía en el Estado de México; así como la construcción de unidades habitacionales militares en diversas partes del país. Durante su gestión fueron adquiridos los primeros aviones tipo Jet de la Fuerza Aérea Mexicana (FAM), tipo T-33, siendo Jefe de la FAM, el general Roberto Fierro Villalobos, quien el 30 de mayo de 1928 realizó el primer vuelo sin escalas de Mexicali a la Ciudad de México, en el avión "Baja California" fabricado en México. En esa gestión, el Subsecretario de la Defensa Nacional, fue el general de división Juan Flores Torres, Oficial Mayor el general Fernando Pámanes Escobedo (Gobernador de Zacatecas 1974-1980) y Director del Heroico Colegio Militar el general Jerónimo Gomar Suástegui. Entre otros ordenamientos legales para la mejor organización del Ejército Nacional, el 21 de marzo de 1964, fue expedido por el general secretario Agustín Olachea Avilés, el "Instructivo para la Organización, Funcionamiento y Empleo de los Cuerpos de Defensas Rurales de la Secretaría de la Defensa Nacional", para la formalización y organización de dicho cuerpo de defensa.
Es de mencionarse que a poco menos de un mes de tomar posesión como Presidente de la República Adolfo López Mateos, y el general Agustín Olachea como Secretario de la Defensa Nacional; el 31 de diciembre de 1958, surgió el llamado "conflicto México-Guatemala (1958-1959)", derivado del ataque a barcos mexicanos por parte de la Fuerza Aérea de Guatemala, siendo Presidente de dicho país el general Miguel Ydígoras Fuentes; lo cual provocó la ruptura temporal de las relaciones diplomáticas México-Guatemala y el hecho de que ambos países activaron una alerta militar; dicha crisis fue superada con la debida intervención de las autoridades diplomáticas y militares, reestableciéndose las relaciones diplomáticas el 15 de septiembre de 1959.
A largo de su vida militar, además de la titularidad de la Secretaría de la Defensa Nacional, el general Olachea ocupó diversas responsabilidades, ya que se desempeñó como Comandante de las Zonas Militares de los Estados de Yucatán (24/A zona militar), Baja California (2/A zona militar), Baja California Sur (3/A zona militar), Nayarit (13/A zona militar) y Jalisco (15/A zona militar) e inspector general del Ejército en la península de Baja California durante la II Guerra Mundial; recibió múltiples reconocimientos por su lealtad a la Revolución Mexicana como la “Cruz de Guerra”, de 1ª clase, la lealtad de la “Asociación Venustiano Carranza”, y el mérito militar de 1/a y 2/a clase; así como condecoraciones de diversos países como Argentina, Francia, Estados Unidos de América, Yugoslavia, Holanda, Perú y Guatemala. Fue miembro de la legión de honor y recibió el voto de confianza de la Cámara de Diputados del Congreso de la Unión.
Por otra parte, es de mencionarse que Agustín Olachea es citado en la obra literaria "El Llano en llamas" (1953) de Juan Rulfo, la cual se encuentra conformada por diecisiete relatos de la época revolucionaria. El general Olachea es autor del libro "México: un destino de superación permanente" (1957). También es de señalarse como muestra de su carácter, que en 1915 el entonces joven oficial Agustín Olachea Avilés resultó severamente herido en un combate revolucionario en las inmediaciones del poblado de Coeneo de la libertad, Michoacán, siendo protegido y atendido curativamente por los lugareños, por lo que este tomó una especial estimación y agradecimiento hacia dicha localidad y sus habitantes; por lo que pasado el tiempo, siendo Secretario de la Defensa Nacional, promovió, incluso contribuyendo con sus propios recursos, el establecimiento en dicha población del centro de estudios para la mujer y jardín de niños "Ana María Borbón de Olachea", el cual fue inaugurado en 1963, siendo que en dicho acto el entonces Gobernador de Michoacán, Lic. Agustín Arriaga Rivera (1962-1968), refirió al general Olachea como "guerrero y caballero" al no haber olvidado el hecho de que en su momento, los habitantes de dicha localidad michoacana le tendieron la mano, correspondiendo, como forma de agradecimiento, con una obra para beneficio de esa comunidad.
El general Agustín Olachea Avilés ha sido uno de los hombres más destacados que ha dado Baja California Sur, ya que además de haber participado de forma sobresaliente en la Revolución Mexicana, ha sido el primer sudcaliforniano en desempeñarse como gobernador en dos ocasiones de su tierra nativa (Baja California Sur), así como en haber gobernado tanto en la entidad norte (Baja California) como en la entidad sur (Baja California Sur) de la península de Baja California, así como en ser Presidente Nacional de un Partido Político (PRI) y Secretario de Estado (Defensa Nacional). En diversos círculos de opinión se le refiere como el sudcaliforniano que fue  "Gobernador de su tierra, Presidente de su Partido y Jefe de su Ejército." Su obra de alcance nacional, da cuenta de lealtad a las instituciones nacionales, así como de voluntad y entereza para la consecución de objetivos para el engrandecimiento de la patria, como lo fue la epopeya de la colonización y desarrollo agrícola del Valle de Santo Domingo, en el hoy Municipio de Comondú, Baja California Sur.
Falleció el 13 de abril de 1974, en La Paz, Baja California Sur en el seno de su estimable familia y en su patria chica que tanto amó; tributándole pueblo y gobierno egregios honores; a sus funerales acudió con la representación presidencial el general de división DEM Hermenegildo Cuenca Díaz, Secretario de la Defensa Nacional. Como anécdota se dice que el general Olachea consideraba al 13 como su número favorito o de suerte, ya que varios acontecimientos de su vida estuvieron marcados bajo dicho numeral, como lo fueron entre otros, su incorporación al Ejército en 1913 en el 13.º Batallón de Cananea, así como finalmente el día de su fallecimiento (13 de abril), tras larga enfermedad, período en el que se recuerda que recibía la visita en su domicilio particular del Presidente Luis Echeverría cuando este visitaba Baja California Sur. Sus restos descansan desde 1986 en la Rotonda de los Sudcalifornianos Ilustres, mediante solemne ceremonia que contó con la presencia del entonces secretario de la Defensa Nacional, general de división DEM Juan Arévalo Gardoqui, el presidente del C.E.N. del P.R.I., Lic. Jorge De la Vega Domínguez y el gobernador de Baja California Sur, Alberto Alvarado Arámburo; su nombre está inscrito en letras de oro en el Congreso del Estado de Baja California Sur; diversas calles y avenidas llevan su nombre en diferentes ciudades del país (México, D.F., Mexicali, B.C., Chetumal, Q. Roo, Toluca, Edo. de Méx., Zapopan, Jal.), particularmente en su entidad natal; donde también se ubica una presa con su nombre inaugurada en 1986 por el presidente Miguel De la Madrid, así como la central termoeléctrica "Gral. Agustín Olachea" de la Comisión Federal de Electricidad, puesta en servicio en 1992, por el presidente Carlos Salinas de Gortari, quien también durante su gobierno inauguró la calzada que lleva el nombre del ameritado militar en La Paz; asimismo, llevan su nombre diversas escuelas, colonias habitacionales, mercados populares, tanto en La Paz como en otras poblaciones de Baja California Sur; destacando el monumento con estatua erigido en su honor en el bulevar que lleva su nombre en Ciudad Constitución, Baja California Sur -la principal arteria de dicha localidad-, donde se le reconoce como forjador del valle agrícola de Santo Domingo. Por todo lo anterior, los diversos episodios que compendian la polifacética y fructífera vida de José Agustín Olachea Avilés:  el niño de San Venancio, el joven minero de Cananea, el revolucionario, el militar, el político y el gobernante; constituyen un ejemplo de superación, trabajo y visión de desarrollo, así como de respeto y lealtad a los valores e instituciones nacionales, para todos aquellos que quieren una península de Baja California y un México mejores. Le sobreviven sus hijos ya mencionados; y sus nietos entre los que se ubican los licenciados Agustín Olachea Nogueda -Administración de Empresas-y Alfonso Olachea Aragón -Abogado y Juez Federal-egresados de las universidades Anáhuac y Panamericana, respectivamente; profesionistas residentes en la capital del Estado de Baja California Sur y en la capital del país.
Fuente sobre el sitio de Naco, Son.:
Autobiografía de Abelardo Rodríguez en Senado.gob.mx (enlace roto disponible en Internet Archive; véase el historial, la primera versión y la última).